# ウェディング・プランナー (映画)
『ウェディング・プランナー』（The Wedding Planner）は、2001年のアメリカ合衆国のロマンティック・コメディ映画。
監督はアダム・シャンクマン、出演はジェニファー・ロペスとマシュー・マコノヒーなど。
結婚式をプロデュースする「ウェディングプランナー」という職業を有名にした作品である。

## ストーリー
幼い頃から結婚に憧れていたメアリーは、今ではサンフランシスコで一番の超一流ウェディングプランナー。しかし、仕事に明け暮れる毎日で恋愛とは無縁の生活を送っていた。そんなメアリーを心配した父サルヴァトーレはメアリーの幼なじみであるマッシモとの見合い結婚を勧めるが、幼い頃のマッシモの酷い言動が忘れられず、メアリーは彼を毛嫌いする。
ある日、メアリーに大きな仕事が舞い込む。成り上がりの大金持ちの娘フランの結婚式をプロデュースすることになったのだ。これが成功すれば共同経営者になれることもあり、メアリーは一段と仕事にのめり込むが、仕事に没頭するあまり、事故に遭いかけてしまう。そこを救ってくれたのはハンサムな医師スティーブ。メアリーは運命的な出会いを感じる。
メアリーの同僚ペニーの計らいで公園デートをすることになったメアリーとスティーブは、互いに惹かれ合うものを感じつつも、キスすることもなく、その夜は終わる。久しぶりの恋にときめくメアリー。しかし、スティーブはフランの婚約者だったのだ。

## キャスト
| 役名                           | 俳優                       | 日本語吹き替え | 日本語吹き替え |
| 役名                           | 俳優                       | ソフト版       | テレビ朝日版   |
| ------------------------------ | -------------------------- | -------------- | -------------- |
| メアリー・フィオレ             | ジェニファー・ロペス       | 山崎美貴       | 松本梨香       |
| スティーヴ・エディソン         | マシュー・マコノヒー       | 小山力也       | 田中実         |
| フラン・ドノリー               | ブリジット・ウィルソン     | 渡辺美佐       | 日野由利加     |
| マッシモ                       | ジャスティン・チェンバース | 村治学         | 小森創介       |
| ペニー（メアリーの同僚）       | ジュディ・グリア           | 野々村のん     | 雨蘭咲木子     |
| サルヴァトーレ（メアリーの父） | アレックス・ロッコ         | 立川三貴       | 有川博         |
| フランの母                     | ジョアンナ・グリーソン     | 峰あつ子       |                |
| フランの父                     | チャールズ・キンブロー     | 石波義人       |                |
| ジョン・ドズニー医師           | ケヴィン・ポラック         | 三宅健太       |                |
| ベイジル・モーズリー神父       | フレッド・ウィラード       | 岩崎ひろし     |                |
| ゲリ                           | キャシー・ナジミー         | 藤生聖子       |                |

- ソフト版吹き替え - VHS・DVD収録
- テレビ朝日版吹き替え - 初回放送2004年2月1日『日曜洋画劇場』

## 作品の評価

### 映画批評家によるレビュー
Rotten Tomatoesによれば、批評家の一致した見解は「軽くて魅力的である代わりに、このロマンティックコメディは強引で、その演技は不自然である。また、あまりにもオリジナリティに欠ける。」であり、105件の評論のうち高評価は17%にあたる18件で、平均点は10点満点中3.87点となっている。
Metacriticによれば、29件の評論のうち、高評価は2件、賛否混在は14件、低評価は13件で、平均点は100点満点中33点となっている。

### 受賞歴
ジェニファー・ロペスが本作と『エンジェル・アイズ』の演技で第22回ゴールデンラズベリー賞の最低女優賞にノミネートされた。また、本作などの演技でゴールデンラズベリー賞2000年代最低女優賞にもノミネートされた。